# Bailliage de Lausanne
1536–1798
Entités précédentes :
- Principauté épiscopale de Lausanne

Entités suivantes :
- District de Lausanne
- District de Vevey
- District de Moudon
- District de Morges
- District de Lavaux
- District d'Échallens
- District de Cossonay

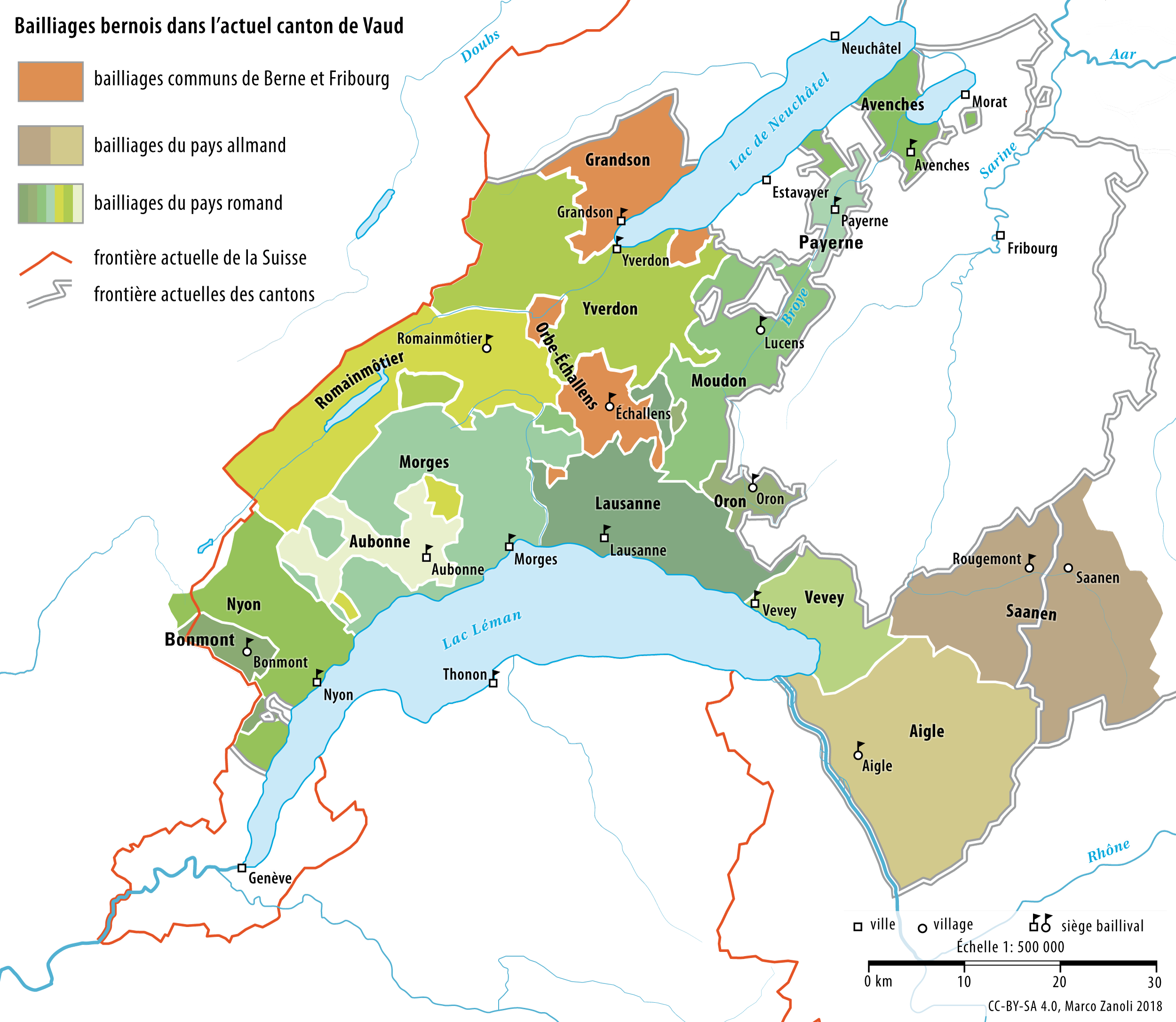
Carte des bailliages bernois au XVIII.

Le bailliage de Lausanne est un des bailliages bernois dans le Pays de Vaud. Il est créé en 1536, après la conquête du Pays de Vaud par Berne. Il dure jusqu'en 1798, puis est remplacé par le district de Lausanne. Lausanne est un bailliage de première classe, c'est-à-dire que c'est l'un des bailliages qui rapportent le plus.

## Histoire
Le bailliage de Lausanne est créé en 1536 à partir d'une grande partie du territoire de la principauté épiscopale de Lausanne. Il est divisé en châtellenies, parmi lesquelles Glérolles et Corsier. La mayorie de Lutry (office héréditaire aux mains de la famille Mayor de Lutry) est supprimée en 1597 et est remplacée par deux châtellenies : Cully (ou Villette) et Lutry.
De nombreux fiefs dépendent du bailliage de Lausanne, notamment les coseigneuries de Corsier. La coseigneurie de la famille Champion est achetée par Berne en 1547.

## Baillis
Le bailliage est dirigé par un bailli, nommé pour quatre ans, assisté d'un lieutenant-baillival, nommé à vie. 
Parmi les lieutenant-baillivaux, on peut citer Jean-Daniel de Crousaz et Isbrand de Crousaz.
Les baillis sont, selon le Dictionnaire historique du canton de Vaud :
- 1536-1541 : Sebastian Nägeli ;
- 1541-1546 : Anton Tillier[3] ;
- 1546-1553 : Hans Frisching ;
- 1553-1557 : Hieronymus Manuel ;
- 1557-1564 : Petermann von Erlach ;
- 1564-1572 : Petermann de Watteville ;
- 1572-1578 : Jacob Wyss ;
- 1578-1581 : Jean de Watteville ;
- 1581-1588 : Michel Augsbourger ;
- 1588-1594 : Marquard Zehender ;
- 1594-1600 : Jean-Rodolphe Wurstemberger ;
- 1600-1606 : Wolfgang Michel ;
- 1606-1612 : Jean-Antoine Tillier ;
- 1612-1618 : Jean Steiger ;
- 1618-1624 : Béat-Louis Michel ;
- 1624-1630 : Marquard Zehender ;
- 1630-1636 : Burkhard Fischer ;
- 1636-1642 : Guillaume de Diesbach ;
- 1642-1648 : David Müller ;
- 1648-1650 : Jean-Antoine Tillier[4] ;
- 1650-1656 : David de Büren ;
- 1656-1662 : César Lentulus ;
- 1662-1668 : Bernard Tscharner ;
- 1668-1674 : Gabriel Wyss ;
- 1674-1680 : Daniel Imhof ;
- 1680-1686 : Samuel Bondeli ;
- 1686-1692 : Abraham Stürler ;
- 1692-1698 : Sigismond Willading ;
- 1698-1702 : Nicolas Tscharner ;
- 1702-1707 : Sigismond Steiger ;
- 1707-1713 : Jean-Jacob Sinner ;
- 1713-1719 : Antoine Hackbrett ;
- 1719-1725 : Emanuel Willading[5] ;
- 1725-1731 : Gabriel Gross ;
- 1731-1737 : Charles Hackbrett ;
- 1737-1743 : Philippe Magran ;
- 1743-1749 : Frédéric Ryhiner ;
- 1749-1755 : Samuel Mutach ;
- 1755-1755 : Nicolas Lombach ;
- 1755-1763 : Albert Tscharner ;
- 1763-1769 : David Jenner ;
- 1769-1775 : Louis-Vincent Tscharner
- 1775-1781 : Béat-Louis-Nicolas Jenner ;
- 1781-1787 : Béat-Albert Tscharner ;
- 1787-1793 : Gabriel-Albert d'Erlach ;
- 1793-1798 : Louis de Büren ;

### Ouvrages
- Richard Paquier, Saint-Saphorin en Lavaux, Lausanne, Éditions de l'Aire, 1981, p. 68-72